# Eric Bobo
Eric Bobo (New York, 27 agosto 1968) è un percussionista statunitense, di origini portoricane.
Dal 1994 è il percussionista del gruppo statunitense di genere rapcore Cypress Hill. È conosciuto anche per avere fatto parte, dal 1992 al 1999, del gruppo hip hop statunitense dei Beastie Boys.

## Biografia
Nato a New York da genitori di origini portoricane, Bobo si trasferisce a Los Angeles negli anni settanta. Il padre Willie, musicista jazz di professione, decide di assegnargli un posto fisso nella sua band. 
Dopo alcuni anni caratterizzati dall'alternanza di musica e studio, nel 1983, in seguito alla morte del padre, prende la guida della band, per un anno, finché gli impegni scolastici non lo costringono ad abbandonarla. Comunque, crea con alcuni compagni di scuola una band, con cui in un'occasione fa da apripista in un concerto di Santana.
Lasciata l'università, crea una nuova band e nel 1992 il cantante e chitarrista dei Beastie Boys, Adam Horovitz, lo ingaggia per suonare al suo matrimonio con Ione Skye: la buona riuscita dell'esibizione lo porta a diventare membro fisso del gruppo newyorchese, partecipando al Check your Head tour ed alle sessioni di registrazione del nuovo album, Ill Communication, del 1994. Nel 1995 lascia il gruppo.
Nel frattempo, nell'estate del 1992, durante il tour mondiale con i Beasties, Eric Bobo fa la conoscenza dei Cypress Hill, con cui instaura un legame d'amicizia. Dietro richiesta del frontman del gruppo, Louis Freeze, entra provvisoriamente nel gruppo, pur trovandosi nella situazione complicata di dover viaggiare continuamente per fare da percussionista in entrambi i gruppi. Dopo avere lasciato i Beastie Boys, Bobo entra definitivamente nei Cypress Hill, diventandone membro fisso.